# Ikuno-ku
Ikuno-ku (生野区?) è uno dei 24 quartieri di Ōsaka, in Giappone.